# Tolmerus jacutensis
Tolmerus jacutensis là một loài ruồi trong họ Asilidae. Tolmerus jacutensis được Lehr miêu tả năm 1975. Loài này phân bố ở vùng Cổ Bắc giới.